# Anlamani
Anlamani est un roi du royaume de Koush en Nubie, qui règne de 620 avant J.-C. jusqu'à sa mort vers 600.

## Contexte
Sous son règne, Koush connait un renouveau de sa puissance. Anlamani est le fils de Senkamenisken, son prédécesseur, et le frère aîné d'Aspelta, son successeur.
Anlamani utilise des titres basés sur ceux des pharaons égyptiens.

## Évocations
Anlamani est particulièrement connu grâce à une stèle découverte dans un temple de Kawa. La stèle témoigne de la visite de sa mère Nasalsa à Kawa pour assister à son couronnement officiel en tant que roi. Il est noté également sa décision de faire de quatre de ses sœurs des « joueuses de sistre » dans le temple d'Amon à Gebel Barkal et relaté la campagne du roi contre certaines tribus nomades, peut-être les Blemmyes, qui menacent Kawa.
Deux statues de granit de ce roi sont retrouvées à Gebel Barkal tandis qu'un bloc de Méroé portant son nom est connu. L'une des statues se trouve aujourd'hui au Musée national de Khartoum, au Soudan, tandis que l'autre se trouve au Musée des Beaux-Arts de Boston. Anlamani est enterré dans la pyramide Nu. 6 à Nouri. Dans sa tombe se trouvent une grande chambre, décorée de textes religieux, et son sarcophage[réf. souhaitée].

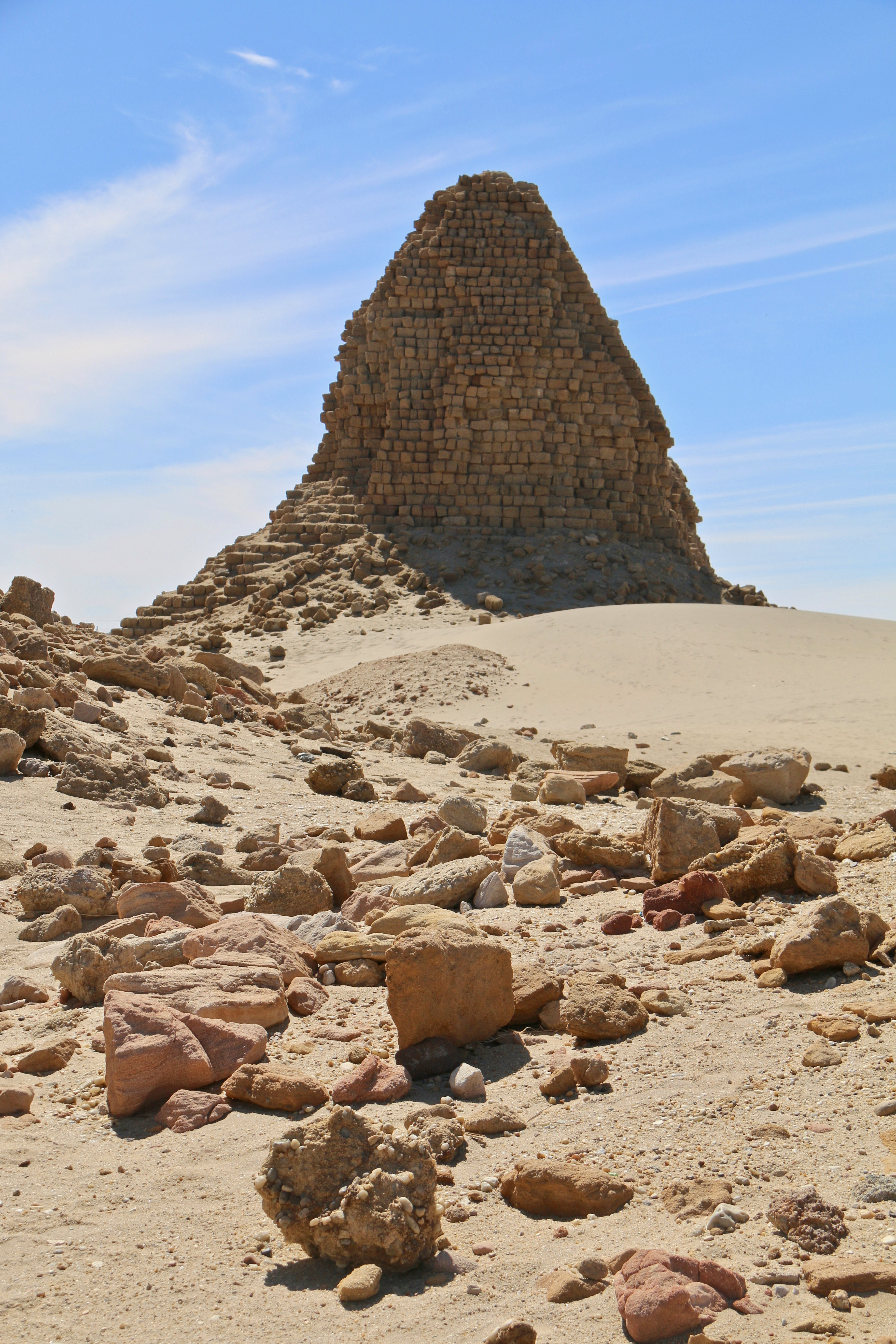
Pyramide d'Anlamani, Nouri, Soudan

## Galerie

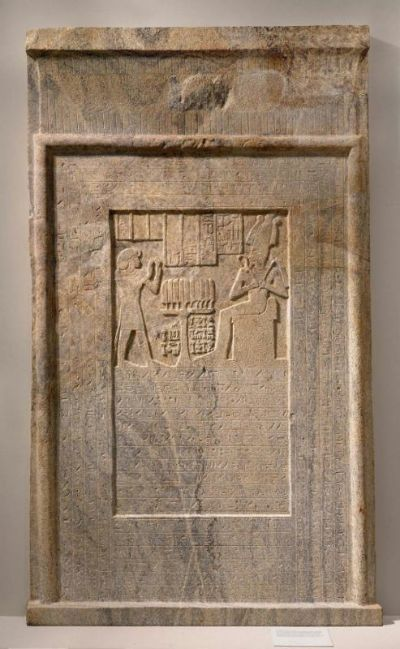
Stèle d'Anlamani
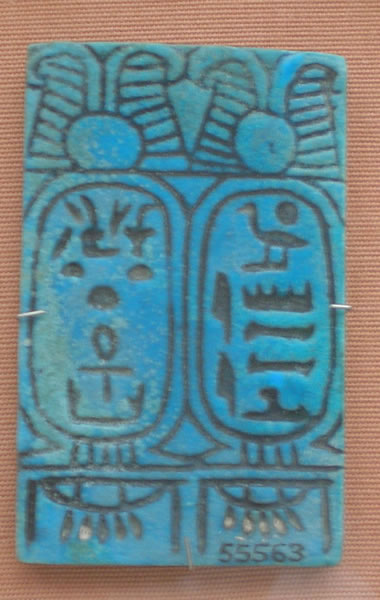
Cartouche d'Anlamani
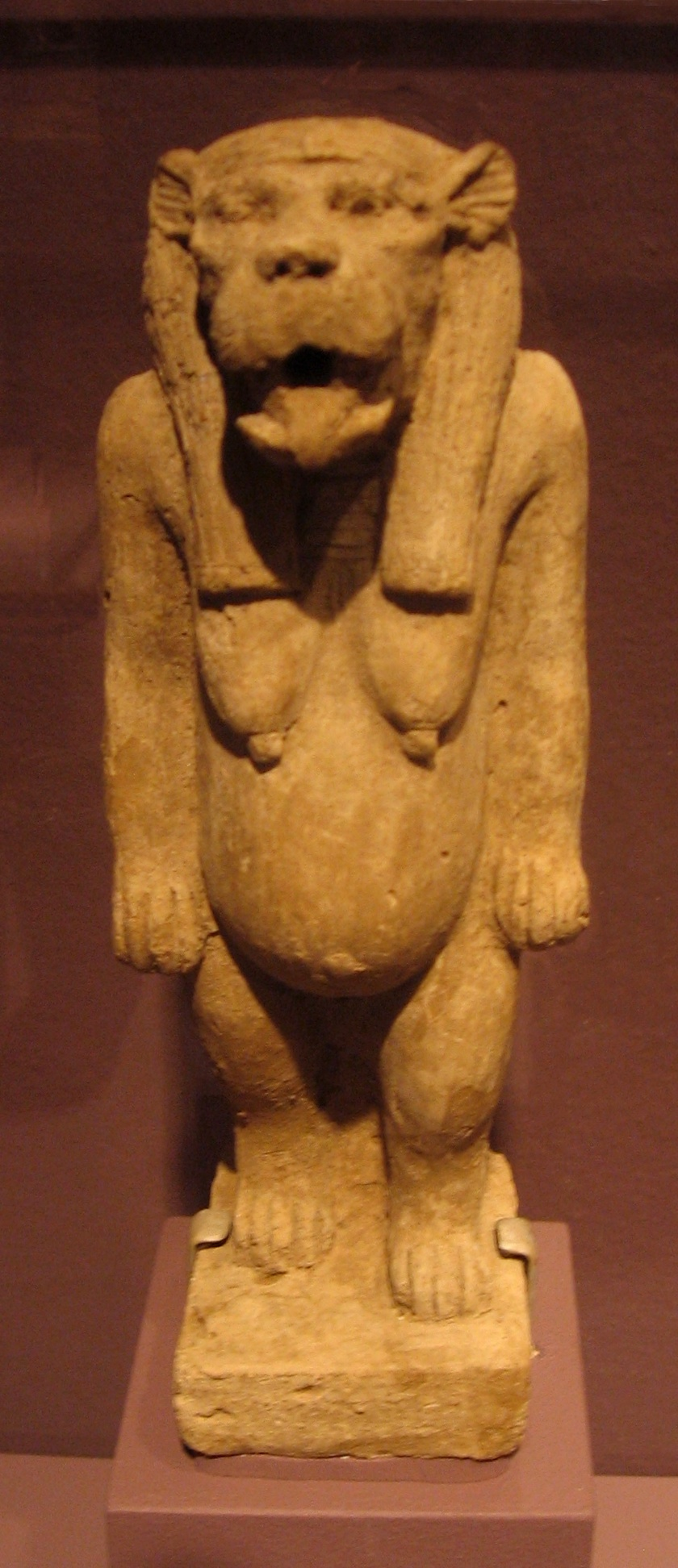
Statue de Taoueret de l'époque d'Anlamani
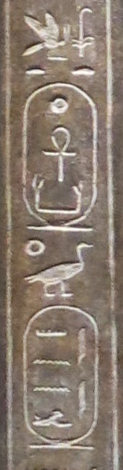
Prénomen et nomen d'Anlamani
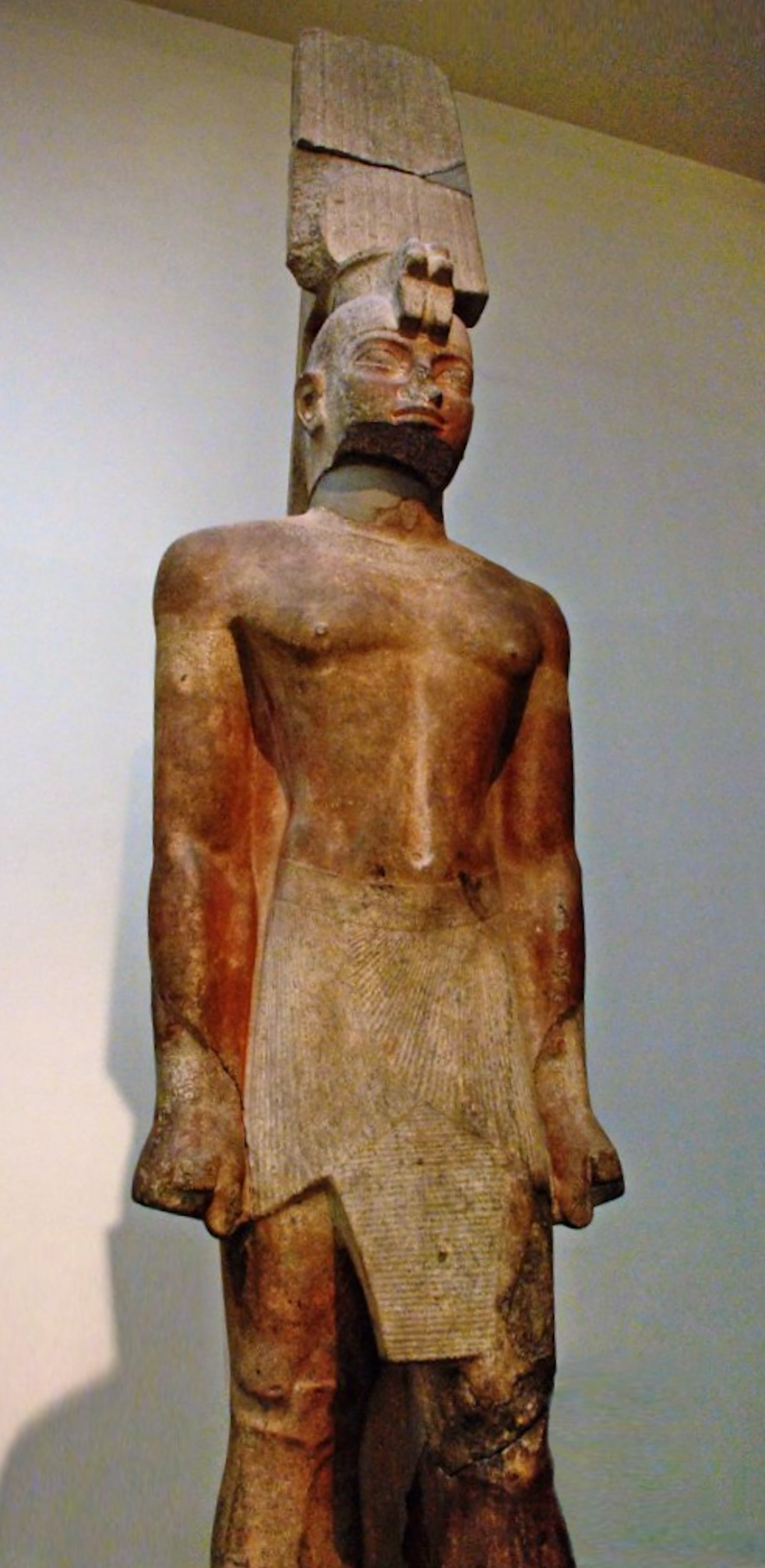
Statue d'Anlamani, Musée d'art de Boston.